# Новоукраинский сельский совет (Бильмакский район)
Новоукраинский сельский совет (укр. Новоукраїнська сільська рада) — входит в состав
Бильмакского района
Запорожской области
Украины.
Административный центр сельского совета находится в 
с. Новоукраинка.

## История
- 1947 — дата образования.

## Населённые пункты совета
- с. Новоукраинка
- с. Березовка
- с. Веселоивановское
- с. Гоголевка
- с. Тополевка